# Anagalida
Anagalida is een voorgestelde groep (grandorde) binnen de placentadieren die de springspitsmuizen, haasachtigen en knaagdieren en fossiele groepen als de Zalambdalestidae en de Anagalidae zou omvatten. Deze groep wordt onder andere gebruikt in Classification of mammals, het standaardwerk van Malcolm McKenna en Susan Bell uit 1997. Hoewel de verwantschap tussen knaagdieren en haasachtigen breed geaccepteerd wordt, zijn verschillende aspecten van deze classificatie tegenwoordig niet meer geaccepteerd. De Zalambdalestidae zijn naar alle waarschijnlijkheid niet nauw verwant aan de knaagdieren en haasachtigen, maar vallen buiten de clade van de levende placentadieren. Ondanks dat morfologisch onderzoek wel een verwantschap met de andere Anagalida aangeeft, behoren de springspitsmuizen volgens genetisch onderzoek tot de Afrotheria. De twee overgebleven levende ordes van de Anagalida, knaagdieren en haasachtigen, zijn volgens zowel genetisch als morfologisch onderzoek wel verwant; ze worden nu samen in de groep Glires geplaatst binnen de "superorde" Euarchontoglires samen met de Euarchonta. De uitgestorven families Anagalidae en Pseudictopidae vormen samen nu de Anagaloidea, die vermoedelijk verwant zijn aan de Glires.
Deze grandorde omvat volgens McKenna en Bell de volgende groepen:
- Grandorde: Anagalida
  - Mirorde: incertae sedis
    - 
      - Familie: Anagalidae (fossiel)
      - Familie: Pseudictopidae (fossiel)
      -  Familie: Zalambdalestidae (fossiel)

  - Mirorde: Duplicidentata
    - Orde: Lagomorpha (Haasachtigen)
    -  Orde: Mimotonida (fossiel)

  - Mirorde: Macroscelidea (Springspitsmuizen)
  -  Mirorde: Simplicidentata
    - Orde: Mixodontia
    -  Orde: Rodentia (Knaagdieren)